# Papa Gregori IV
Gregori IV (Roma, c. 795 – † 11 de gener del 844) va ser Papa de l'Església Catòlica del 827 al 844.
Fill d'un patrici romà, exercia les funcions de presbiterià a Roma quan va ser escollit papa poc després de la mort de Valentí, tot i que no va ser ordenat bisbe fins al 5 de gener del 828 per esperar la confirmació imperial. Va manifestar resistència per acceptar el pontificat sent necessari portar-lo per la força des de l'església de Sant Cosme on es trobava. Va reedificar el port d'Ostia, el va fortificar amb muralles i castells i li va donar el nom de Gregorio Polis.
Malgrat el jurament de fidelitat que havia prestat a l'emperador Lluís I, es va unir a Lotari en la rebel·lió contra el seu pare, auxiliat pels dos fills del primer matrimoni i el va acompanyar en el viatge que el fent
 del seu exèrcit va fer a França per destronar a Lluís. La majoria dels bisbes francesos van defensar al seu legítim sobirà i havent sabut que Gregori pensava llançar l'excomunió contra ells, els bisbes li van escriure una enèrgica carta en la qual li deien que per res depenien del papa en els assumptes interiors i peculiars de l'Església gal·la i si Gregori els excomunicava, tots se separarien d'ell, menyspreant els cànons.
El Papa va fer que un dels del seu partit escrigués una Memòria en sentit contrari i ell mateix es va dirigir als bisbes exaltant la dignitat papal amb poder molt superior al secular, per això estaven obligats a obeir les ordes a pesar de la contraposició de l'emperador. Els fills rebels, auxiliats pel papa van aconseguir destronar al seu pare, imposar-li penitència publica i refugiar-lo en un monestir fins que la mateixa discòrdia entre els fills va permetre a Lluís recuperar el tron imperial.